# Cnidoscolus maracayensis
Cnidoscolus maracayensis är en törelväxtart som först beskrevs av Robert Hippolyte Chodat och Emil Hassler, och fick sitt nu gällande namn av Ferdinand Albin Pax och Käthe Hoffmann. Cnidoscolus maracayensis ingår i släktet Cnidoscolus och familjen törelväxter. Inga underarter finns listade i Catalogue of Life.